# سانتا أوتشيا دي ريبيرا
بلدية ريبيرا (بالإسبانية: Ribeira)‏، هي إحدى بلديات مقاطعة لا كرونيا إحدى مقاطعات إسبانيا، و التي تقع في منطقة جليقية شمال غرب إسبانيا.
يبلغ عدد سكانها 26.343 نسمة وفقاً لإحصائية سنة (2002).
1. ↑  Relación de Municipios y sus Códigos por Provincias (بالإسبانية), Instituto Nacional de Estadística, 8 de febrero de 2019, QID:Q84054356 {{استشهاد}}: تحقق من التاريخ في: |publication-date= (help)
2. ↑  Nomenclátor Geográfico de Municipios y Entidades de Población (بالإسبانية), 2 de abril de 2024, QID:Q131606967 {{استشهاد}}: تحقق من التاريخ في: |publication-date= (help)
3. ↑  OpenStreetMap (باللغات المتعددة), 9 Aug 2004, QID:Q936
4. ↑  National Statistics Institute (13 Dec 2024), Municipal Register of Spain of 2024 (بالإنجليزية), QID:Q131440461
5. 1 2   https://www.ine.es/dynt3/inebase/es/index.htm?padre=517&capsel=525. {{استشهاد ويب}}: |url= بحاجة لعنوان (مساعدة) والوسيط |title= غير موجود أو فارغ (من ويكي بيانات) (مساعدة)
6. ↑  GeoNames (بالإنجليزية), 2005, QID:Q830106